# Józef Petruk (generał)
Józef Petruk (ur. 1 lipca 1923 w Świerżach, zm. 1 sierpnia 2018) – generał brygady LWP.

## Życiorys
Do 1939 skończył 4 klasy gimnazjum. 1 sierpnia 1944 wstąpił do WP, 1 marca 1945 skończył Oficerską Szkołę Artylerii w Chełmie, po której ukończeniu został promowany do stopnia podporucznika w korpusie oficerów artylerii. Po promocji brał udział w forsowaniu Nysy Łużyckiej, walkach pod Budziszynem i operacji praskiej jako dowódca plutonu ogniowego 58 pułku artylerii przeciwpancernej 14 Brygady Artylerii Przeciwpancernej 2 Armii Wojska Polskiego.
Od lipca 1945 dowódca baterii w 54 pułku artylerii lekkiej. W 1947 skończył ze stopniem kapitana Kurs Doskonalenia Oficerów w Centrum Wyszkolenia Artylerii w Toruniu i został oficerem taktyczno-wyszkoleniowym w 22 pułku artylerii lekkiej w Sulechowie (5 Dywizja Piechoty). Od lutego 1948 był pomocnikiem szefa Sztabu Inspektora Artylerii w Dowództwie Okręgu Wojskowego nr III w Poznaniu. Od grudnia 1948 p.o. dowódcy 22 pułku artylerii lekkiej w Sulechowie. Od grudnia 1949 do stycznia 1951 przebywał na kursie w Wyższej Oficerskiej Szkole Artylerii w Leningradzie. Po powrocie do kraju został dowódcą  23 pułku artylerii lekkiej w Bielsku-Białej. Od 29 września 1952 dowódca artylerii 29 Dywizji Piechoty w Bielsku-Białej. W latach 1954–1955 przebywał na Wyższym Kursie Akademickim w Akademii Sztabu Generalnego WP  w Rembertowie, potem od października 1955 do października 1956 dowódca artylerii  2 Korpusu Armijnego w Poznaniu.
Od października 1956 do lipca 1957 dowódca 10 Dywizji Artylerii Armat, a następnie 31 Brygady Artylerii Armat w Głogowie. Od maja 1962 do stycznia 1963 przebywał na Wyższym Kursie Dowódczym w Akademii Artylerii w Leningradzie. Od stycznia 1963 zastępca szefa artylerii Śląskiego Okręgu Wojskowego we Wrocławiu. Od sierpnia 1963 do lipca 1965 studiował w Wojskowej Akademii Sztabu Generalnego Sił Zbrojnych ZSRR im. K. Woroszyłowa w Moskwie. Po powrocie do kraju został dowódcą grupy organizacyjnej w celu sformowania 36 Brygady Artylerii w Biedrusku. Od 2 września 1967 szef Wojsk Rakietowych i Artylerii ŚOW we Wrocławiu. 5 października 1971 na mocy uchwały Rady Państwa PRL otrzymał nominację na stopień generała brygady; nominację wręczył mu w Belwederze 11 października 1971 przewodniczący Rady Państwa Józef Cyrankiewicz. Od 22 października  1975 zastępca dowódcy Śląskiego Okręgu Wojskowego ds. obrony terytorialnej i dowódca garnizonu Wrocław. Prezes Wojskowego Klubu Sportowego Śląsk Wrocław (do 1987). Od czerwca 1986 członek Głównego Komitetu Kultury Fizycznej i Turystyki.
W okresie stanu wojennego w Polsce (1981-1983) był dowódcą Okręgowej Grupy Operacyjnej przy Dowództwie Śląskiego Okręgu Wojskowego.
Od października 1986 główny specjalista w Kierownictwie Głównego Kwatermistrzostwa WP w Warszawie. 12 maja 1989 zakończył zawodową służbę wojskową i przeszedł w stan spoczynku.
Mieszkał we Wrocławiu, gdzie działał w Związku Kombatantów RP i Byłych Więźniów Politycznych oraz Związku Byłych Żołnierzy Zawodowych i Oficerów Rezerwy WP. Został pochowany na Cmentarzu Grabiszyńskim.

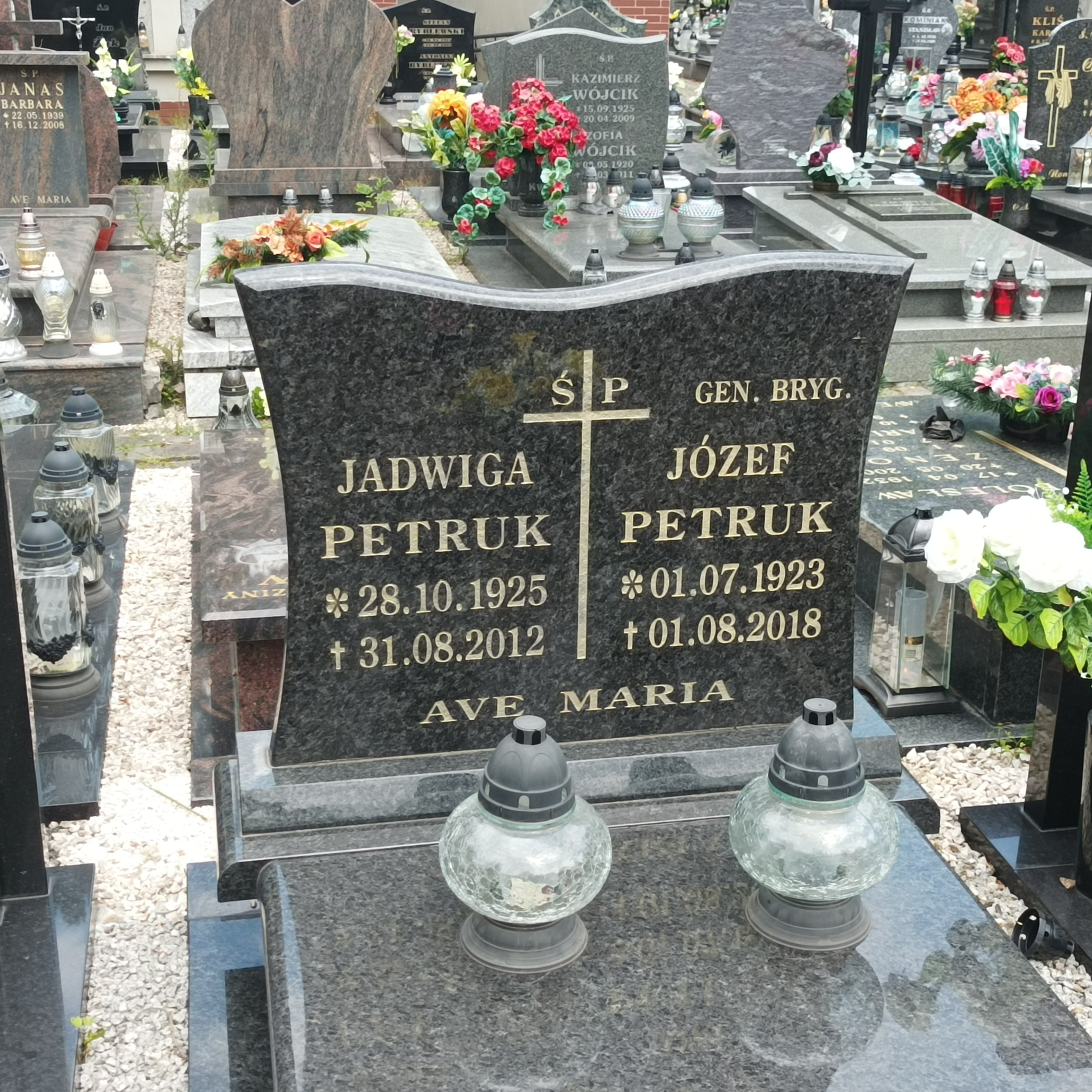
Grób gen. Józefa Petruka na Cmentarzu Grabiszyńskim

## Odznaczenia i wyróżnienia
- Order Sztandaru Pracy II klasy
- Order Virtuti Militari V klasy (1945)
- Krzyż Walecznych
- Krzyż Komandorski Orderu Odrodzenia Polski
- Krzyż Oficerski Orderu Odrodzenia Polski
- Krzyż Kawalerski Orderu Odrodzenia Polski
- Medal za Odrę, Nysę, Bałtyk
- Medal 10-lecia Polski Ludowej
- Medal 30-lecia Polski Ludowej
- Medal 40-lecia Polski Ludowej
- Medal Zwycięstwa i Wolności 1945
- Złoty Medal „Siły Zbrojne w Służbie Ojczyzny”
- Srebrny Medal Siły Zbrojne w Służbie Ojczyzny
- Brązowy Medal Siły Zbrojne w Służbie Ojczyzny
- Złoty Medal „Za zasługi dla obronności kraju”
- Srebrny Medal „Za zasługi dla obronności kraju”
- Brązowy Medal „Za zasługi dla obronności kraju”
- Odznaka „Zasłużony Działacz Kultury Fizycznej” (1978)[3]
- Złota odznaka "Zasłużony dla woj. wrocławskiego" (1978)[4]
- Krzyż Wojenny Czechosłowacki 1939
- Wpis do Honorowej Księgi Czynów Żołnierskich (1979)

I wiele innych.